# Markus Duesmann
Markus Bernhard Duesmann (Heek, 1969) es un director de automoción alemán y fue presidente del consejo de administración de Audi de 2020 a 2023. Como miembro del Consejo de Administración del Grupo Volkswagen, también fue responsable de Audi, Bentley, Ducati y Lamborghini.

## Infancia y educación
Duesmann pasó su infancia en Rheine, Westfalia. Después de graduarse de la escuela secundaria en el año 1988, estudió ingeniería mecánica en la Universidad de Ciencias Aplicadas de Münster en Steinfurt hasta 1991.

## Carrera
Duesmann comenzó su carrera como ingeniero en Mercedes-Benz en Stuttgart. Posteriormente se trasladó al proveedor de servicios de desarrollo FEV en Aquisgrán. Allí dirigió la división de motores. En 2004, Duesmann regresó a Stuttgart para trabajar en DaimlerChrysler, la empresa matriz de Mercedes-Benz. En 2005 se convirtió en jefe de desarrollo de motores de Formula 1 en McLaren-Mercedes.
A principios de 2007, Duesmann se incorporó al Grupo BMW. Allí fue inicialmente responsable del desarrollo de motores para el equipo BMW Sauber F1. Luego se abrió camino en el desarrollo de la producción en serie de BMW. En 2016, Duesmann fue nombrado miembro del Consejo de Administración del Grupo BMW. Bajo su liderazgo, la empresa firmó una colaboración de mil millones de dólares con CATL.
En 2020, Duesmann fue nombrado miembro del Consejo de Administración del Grupo Volkswagen. El mismo año, se convirtió en presidente del Consejo de Administración de Audi, que forma parte del Grupo Volkswagen. La principal tarea de Duesmann fue reestructurar la empresa tras el escándalo del diésel. Pidió una transición más rápida a los vehículos eléctricos de batería (BEV) y fijó una fecha definitiva para finalizar la producción de modelos ICE en Audi. En 2022, anunció la entrada de Audi en la Fórmula 1 a partir de 2026.
Duesmann dejó la empresa en 2023. Gernot Döllner le sucedió como presidente del consejo de administración de Audi.

## Otros cargos
Mientras trabajaba para Volkswagen y Audi, Duesmann asumió otros cargos en empresas del grupo. Además, Duesmann fue elegido miembro del consejo de supervisión del FC Bayern Munich AG en 2021; fue nombrado segundo presidente de la junta.